# 伊藤久哉
伊藤 久哉（、1924年〈大正13年〉8月7日 - 2005年頃）は、日本の俳優。兵庫県神戸市出身。本名：伊藤 尚也（読みは同じ）。エヌ・エー・シーに所属していた。

## 来歴・人物
明治学院中等部、法政大学法学部政経学科を1947年に卒業。
電器店を経営したのち、青山杉作に師事し、俳優座養成所を1953年に卒業（3期生）。同年、映画『ひめゆりの塔』で俳優としてデビュー。
1954年に東映と専属契約するが、1957年に東宝に移籍する。その理知的な風貌から特撮作品では科学者役や軍人役を数多く演じる一方、一般作品では冷徹な悪役としても活躍した。
1968年にフリーとなり、テレビドラマに活躍の場を移す。引退後は季節割烹料理屋「ひさや」のオーナーを務めていた。
2010年11月25日、日本映画俳優の碑 追加刻銘式が開催された。映画俳優の業績を顕彰するため、この数年間に亡くなった20名の俳優の名前を新たに刻銘された。その中に伊藤の名前（享年80）も刻銘されている。

## 出演作品

### 映画
- 悪の愉しさ（1954年、東映） - 中根玄二郎
- 終電車の死美人（1955年、東映） - 赤木部長刑事
- 警視庁物語 逃亡五分前（1956年、東映） - 小磯
- にっぽんGメン 特別武装班出動（1956年、東映） - 依田
- 危険な英雄 (1957年、東宝)
- 地球防衛軍（1957年、東宝） - 関隊長[10][1]
- 変身人間シリーズ（東宝）
  - 美女と液体人間（1958年） - 三崎[10][1]
  - ガス人間第一号（1960年） - 田宮博士[10]
- 大怪獣バラン（1958年、東宝） - 新庄一郎[10]
- 人生劇場 青春篇（1958年、東宝） - 横井安太
- 潜水艦イ-57降伏せず（1959年、東宝） - 三宅大尉[10]
- 日本誕生（1959年、東宝） - 大伴小建[10]
- 宇宙大戦争（1959年、東宝） - 小暮技師[10]
- ハワイ・ミッドウェイ大海空戦 太平洋の嵐（1960年、東宝） - 通信参謀[10]
- 黒い画集 ある遭難（1961年、東京映画） -江田昌利
- 女ばかりの夜（1961年、東宝） - 昔の男
- 太平洋の翼（1963年、東宝） - 八木大尉[10]
- 海底軍艦（1963年、東宝） - 進藤[10]
- ゴジラシリーズ（東宝）
  - 三大怪獣 地球最大の決戦（1964年） - 黒眼鏡の男[2]（マルメス）[5]
  - ゴジラ・エビラ・モスラ 南海の大決闘（1966年） - 白衣の男1[10][5]
  - 怪獣総進撃（1968年） - 多田参謀少佐[10][5]
- 海の若大将（1965年、東宝） - 中井
- 太平洋奇跡の作戦 キスカ（1965年、東宝） - 木曽艦長[10]
- フランケンシュタイン対地底怪獣（1965年、東宝） - 大阪府警幹部B[10]
- クレージー映画（東宝）
  - 大冒険（1965年） - 日本艦隊将校[11]
  - クレージーのぶちゃむくれ大発見（1969年） - 遠山
- フランケンシュタインの怪獣 サンダ対ガイラ（1966年、東宝） - 泉田課長[10]
- 連合艦隊司令長官 山本五十六（1968年、東宝） - 航海参謀[10]
- やくざ刑罰史 私刑!（1969年、東映） - 岩切
- 妖艶毒婦伝 お勝兇状旅（1969年、東映） - 田代重太夫
- 死ぬにはまだ早い（1969年、東宝） - 刑事
- 白昼の襲撃（1970年、東宝） - 辰巳

### テレビドラマ
- 三匹の侍 第11話「左近見参」（1963年、CX）
- 青春とはなんだ 第6話「黒い雲」（1965年、NTV）
- ウルトラシリーズ
  - ウルトラQ 第27話「206便消滅す」（1966年、TBS） - 206便・飯島機長
  - ウルトラマン（1966年 - 1967年、TBS）
    - 第6話「沿岸警備命令」（1966年） - 宝石密輸犯・中島三郎（ダイヤモンド・キック）
    - 第33話「禁じられた言葉」（1967年） - ヤマモト博士

  - ウルトラセブン 第8話「狙われた街」（1967年、TBS） - カネダ博士
- これが青春だ 第22話「後輩に脱帽!」（1967年、NTV） - ヤクザ
- 平四郎危機一発 第21話「ダイヤルで探せ!」（1968年、TBS）
- 昔三九郎 第6話「片目のノンスケ」（1968年、NTV）
- マイティジャック 第9話「地獄への案内者（ガイド）」（1968年、CX） - Q工作員217号
- 東京バイパス指令 第5話「恐喝（かつあげ）」（1968年、NTV）
- 五人の野武士 第22話「陰謀」（1969年、NTV） - 岡田修理
- 無用ノ介 第7話「無用ノ介 世直し不動にあう」（1969年、NTV） - 旅川流馬
- 俺は用心棒 第2シリーズ 第6話「きぬたの音」（1969年、NET）
- プレイガールシリーズ （12ch）
  - プレイガール
    - 第49話「魔女の性典」（1970年） - 芳村茂雄
    - 第110話「怪談 女の髪が濡れるとき」（1971年） - 熊井
    - 第207話「女の肌が殺しを呼んだ」（1973年） - 泉茂男
    - 第211話「亭主の殺し方教えます」（1973年） - 星川
    - 第282話「女の腕だめし」（1974年） - 弁護士
    - 第285話「ヌードスタジオ殺人事件」（1974年） - 妹尾一男

  - プレイガールQ （1975年）
    - 第27話「女は裸で奇々怪々」 - 氏家兵太郎
    - 第30話「白い乳房に蒼い毒針」 - 溝渕竜造
- 鬼平犯科帳 （NET / 東宝）
  - 第1シリーズ 第46話「しかえし」（1970年） - 永山吉十郎
  - 第2シリーズ 第17話「のっそり医者」(1972年) - 土田万蔵
- 人形佐七捕物帳 第23話「悲恋短冊」（1971年、NET） - 池谷大膳
- 火曜日の女 / 喪服の訪問者（1971年、NTV）
- ライオン奥様劇場 / 禁じられた二人（1971年、CX） - 片桐信之
- ミラーマン 第15話「謎の怪獣スクリーン -三大怪獣登場-」（1972年、CX） - 竹野博士
- 緊急指令10-4・10-10 第2話「謎の火炎怪人」（1972年、NET） - 相沢博士
- 仮面ライダーX 第23話「キングダーク 悪魔の発明!」（1974年、MBS） - 南原光一博士
- 非情のライセンス 第2シリーズ 第15話「兇悪の故郷」（1975年、NET） - 木下
- ライオン奥様劇場 / 積木の箱（1975年、CX）
- さよならの夏（1976年、YTV）
- ザ・カゲスター 第4話「恐怖のワクチン 毒グモ作戦!」（1976年、NET） - クモ男爵 / 三沢博士

### 舞台
- 女の平和
- 森は生きている